# Krishnajirao III
Krishnajirao III (Dewas, 12 maggio 1932 – Dewas, 21 gennaio 1999) è stato un principe indiano.
Fu Maharaja di Dewas dal 1947 al 1948.

## Biografia
Unico figlio di Shahaji II, Maharaja di Dewas, aveva quindici anni quando suo padre abdicò per divenire maharaja di Kolhapur. Egli pertanto si trovò a dover regnare su Dewas sotto la reggenza di sua madre, la maharani Pramilabai per il breve periodo tra la sua successione e la dichiarazione d'indipendenza indiana del 15 agosto 1947. Il 27 giugno 1948, Dewas e altri regni Maratha vennero uniti a formare l'Unione Madhya Bharat. La legge approvata dal governo indiano nel 1971 lo privò ufficialmente di tutti i propri titoli, onori e privilegi e morì il 21 gennaio 1999. Gli succedette formalmente suo figlio Tukojirao IV.